# El-Khokha

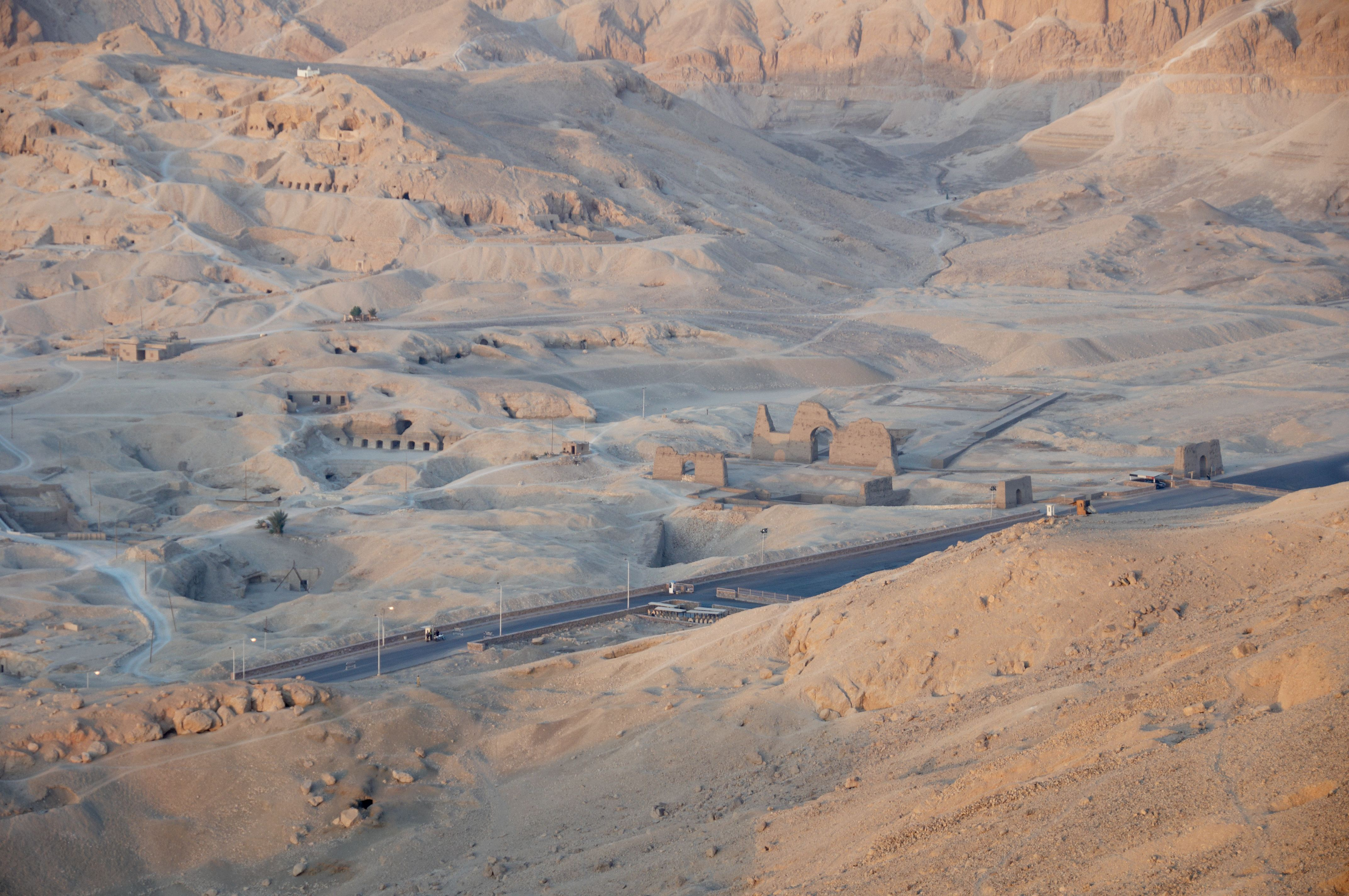
La necropoli di el-Khokha

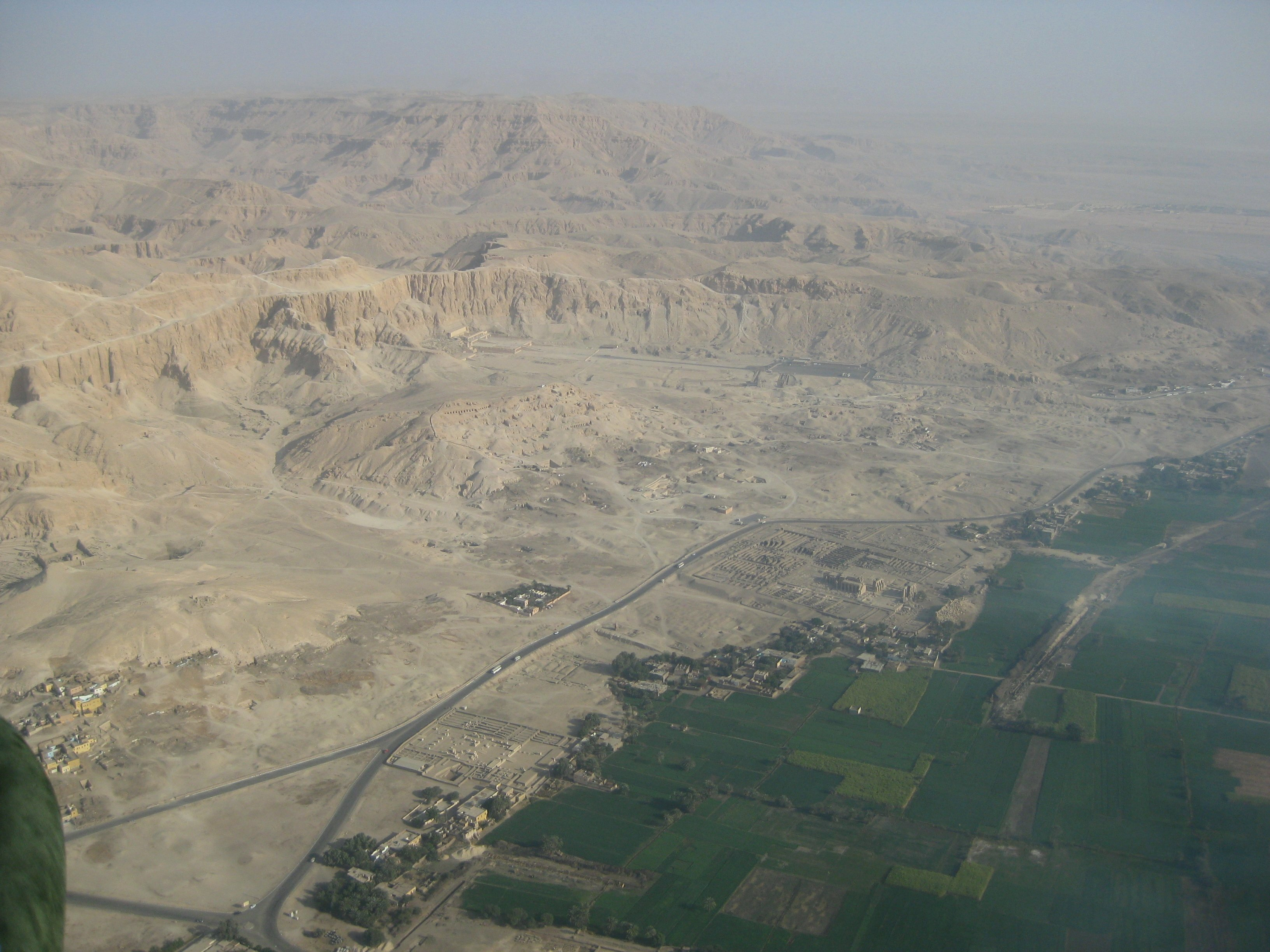
Veduta aerea dell'area

el-Khokha (in arabo الخوخه‎?) è un'area sita sulla sponda occidentale del Nilo, in Egitto, di fronte all'attuale città di Luxor. 
Si tratta di una delle necropoli che costituiscono la cosiddetta Necropoli tebana, iscritta dall'UNESCO nella lista come Patrimonio dell'umanità, e che ricomprende le necropoli di Qurnet Murai, el-Tarif, Dra Abu el-Naga e Sheikh Abd el-Qurna. L'area complessiva che ne deriva è meglio nota come Tombe dei Nobili dacché ospita quasi 500 tombe di funzionari e dignitari delle corti faraoniche, dai tempi più remoti del Predinastico fino al periodo Tolemaico, con particolare concentrazione di sepolture relative alle dinastie XVIII-XIX e XX, confluenti nel Nuovo Regno. Benché non strettamente riservata ai nobili, rientra nell'area anche la necropoli degli operai di Deir el-Medina che costruivano le tombe, e garantivano la manutenzione, anche alle tombe delle vicine Valle dei Re e Valle delle Regine. 
Traduzione di el-Khokha è "Collina delle nettarine" o, secondo altra versione "Collina del favo". Si tratta di una piccola collina a nord-est di Sheikh Abd el-Qurna. Ospita alcune tombe della VI dinastia, nonché circa 60 riconducibili alla XVIII e XIX dinastia; la vicinanza con l'area di Abd el-Qurna fa sì che, spesso, le due aree non vengano geograficamente distinte.

## Tombe della necropoli
La necropoli ospita 57 tombe specialmente della XVIII, XIX e XX dinastia: 
- TT32 - Thutmose, Amministratore del tempio di Amon
- TT39 - Puimre, Secondo Profeta di Amon;
- TT47 - Userhat, Supervisore delle stanze private del re;
- TT48 - Amenemhat, detto anche Surer, Capo amministratore, XVIII dinastia periodo di Amenhotep III;
- TT49 - Neferhotep, Capo scriba di Amon, XIX dinastia;
- TT172 - Mentiyw, Maggiordomo reale, figlio dell'harem; XVIII dinastia (da Tuthmosis III ad Amenhotep II);
- TT173 - Khay , Scriba delle divine offerte degli dei di Tebe (XIX dinastia);
- TT174 - Ashakhet, Profeta di Mut (XX dinastia);
- TT175 - sconosciuto (XVIII dinastia);
- TT176 - Userhet, Servo di Amon (XVIII dinasia);
- TT177 - Amenemopet, Scriba della Verità nel Ramesseo nei domini di Amon (XIX dinastia, Ramses II);
- TT178 - Kenro, detto anche Nefferpet, Scriba del tesoro di Amon-Ra (XIX dinastia, Ramses II);
- TT179 - Nebamon, Scriba contabile nel granaio delle divine offerte ad Amon (XVIII dinastia, Hatshepsut);
- TT180 - Unknown (XIX dinastia)
- TT181 - Ipuky e Nebamon, Scultore del Faraone e responsabile delle sculture delle teste del re (XVIII dinastia);
- TT182 - Amenemhat, Scriba della stuoia (XVIII/Thutmose III);
- TT183 - Nebsumenu, Capo amministratore e amministratore nella casa di Ramses II (XIX/Ramses II);
- TT184 - Nefermenu, Sindaco di Tebe, Scriba reale (XIX/Ramses II);
- TT185 - Senioker, Tesoriere del dio, Principe ereditario, diovino Cancelliere (Primo periodo intermedio)
- TT186 - Ihy, Governatore (Primo periodo intermedio)
- TT187 - Pakhihet, Prete "wab" di Amon (XX dinastia);
- TT188 - Parennefer, Maggiordomo reale;
- TT198 - Riya, Capo del magazzino di Amon a Karnak (Periodo ramesside);
- TT199 - Amenarnefru, Supervisore dei magazzini (XVIII dinastia);
- TT200 - Dedi, Governatore dei deserti, Capo delle truppe del faraone (XVIII/Tuthmosis III - Amenhotep II);
- TT201 - Re, Primo araldo del re (XVIII dinastia);
- TT202 - Nakhtamun, Profeta di Ptah Signore di Tebe, Prete dinanzi ad Amon (XIX dinastia);
- TT203 - Wennefer, Padre divino di Mut Divine Father of Mut (XIX/Ramses II);
- TT204 - Nebanensu, Marinaio del Primo Profeta di Amon (XVIII dinastia);
- TT205 - Tutmosis, Maggiordomo reale (XVIII dinastia);
- TT206 - Ipuemheb, Scriba nel Luogo della Verità (Periodo ramesside);
- TT207 - Horemheb, Scriba delle divine offerte di Amon (Periodo ramesside);
- TT208 - Roma, Padre divino ai Amon-Ra (Periodo ramesside);
- TT209 - Seremhatrekhyt, Principe ereditario (Periodo saita);
- TT238 - Neferweben, Maggiordomo reale (XVIII dinastia);
- TT245 - Hori, Scriba, Supervisore dei possedimenti della Grande Sposa Reale (XVIII dinastia);
- TT246 - Senenre, Scriba (XVIII dinastia);
- TT247 - Samut, Scriba, Contabile del bestiame di Amon (XVIII dinastia);
- TT248 - Tutmosis, Costruttore delle offerte per Thutmosi III (XVIII dinastia);
- TT253 - Khnummose,  (XVIII dinastia/Amenhotep III);
- TT254 - Mose (Amenmose), (XVIII dinastia);
- TT256 - Nebenkemet;
- TT257 - Mahu o Neferhotep;
- TT258 - Menkheper;
- TT264 - Ipiy;
- TT294 - Amenhotep (usurpata da Roma) (XVIII/Amenhotep II);
- TT295 - Paroy, detto anche Tuhmosis;
- TT296 - Nefersekheru o Pabasa;
- TT362 - Paanemwaset, Prete di Amon (XIX dinastia);
- TT363 - Paraemheb, Supervisore dei Cantori di Amon (XIX dinastia);
- TT365 - Nefermenu, Supervisori ai produttori di parrucche di Amon a Karnak, Scriba del tesoro di Amon;
- TT369 - Khaemwaset, Primo Profeta di Ptah; Terzo Profeta di Amon (XIX dinastia);
- TT370 - Unknown, Scriba reale (Periodo ramesside);
- TT371 - Unknown (Periodo ramesside);
- TT372 - Amenkhau, Supervisore dei carpentieri del tempio di Ramses III (XX dinastia);
- TT373 - Amenmessu, Scriba dell'altare del Signore delle Due Terre;
- TT374 - Amenemopet, Scriba tesoriere nel ramesseum;
- TT405 - Khenti, Nomarca (Primo periodo intermedio);

### Tombe "perdute"
È noto inoltre che la necropoli ospiti altre 5 tombe, risalenti alle stesse dinastie, ma di queste si sono perse le tracce poiché non idoneamente identificate topograficamente. Le stesse, perciò, sono prive di specifica numerazione e contrassegnate dalla lettera "B" iniziale:
- B1 - Mehehy, Prete di Amon (ubicazione persa, Periodo ramesside);
- B2 - Amenneferu, Prete (ubicazione persa, XVIII dinastia);
- B3 - Hauf (ubicazione persa, Periodo tardo);
- B4 - Oggi identificata con la TT41;
- B5 - Oggi identificata con la TT386.

### Annotazioni
1. ↑  La planimetria non è in scala ed ha valore esclusivamente di visione d'insieme; l'ubicazione delle singole sepolture non è topograficamente esatta, ma vuole visualizzare la concentrazione delle tombe in alcune aree, nonché il "disordine" con cui le stesse sono state classificate.
2. ↑  I campi della Duat, ovvero l'aldilà egizio, si trovavano, secondo le credenze, proprio sulla riva occidentale del grande fiume.
3. ↑  Nella sua epoca di utilizzo, l'area era nota come "Quella di fronte al suo Signore" (con riferimento alla riva orientale, dove si trovavano le strutture dei Palazzi di residenza dei re e i templi dei principali dei) o, più semplicemente, "Occidente di Tebe".

### Fonti
1. ↑  Donadoni 1999, , p. 115.
2. ↑  Gardiner e Weigall 1913, , p. 12.
3. ↑  Manniche 1987, , p. 2.
4. ↑  Donadoni 1999, , p. 116.
5. ↑  Porter e Moss 1927.